# Coelopisthia
Coelopisthia is een geslacht van vliesvleugeligen uit de familie Pteromalidae. De wetenschappelijke naam van dit geslacht is voor het eerst geldig gepubliceerd in 1856 door Förster.

## Soorten
Het geslacht Coelopisthia omvat de volgende soorten:
- Coelopisthia areolata Askew, 1980
- Coelopisthia bicarinata Girault, 1916
- Coelopisthia caledonica Askew, 1980
- Coelopisthia eurynota (Förster, 1841)
- Coelopisthia extenta (Walker, 1835)
- Coelopisthia forbesii (Dalla Torre, 1898)
- Coelopisthia fumosipennis Gahan, 1909
- Coelopisthia intermedia Girault, 1916
- Coelopisthia lankana Sureshan, 2006
- Coelopisthia pachycera Masi, 1924
- Coelopisthia qinlingensis Yang, 1996
- Coelopisthia suborbicularis (Provancher, 1881)
- Coelopisthia xinjiashanensis Yang, 1996